# دونالد بروس ريدفورد
دونالد بروس ريدفورد (2 سبتمبر 1934 - 18 أكتوبر 2024)، هو عالم مصريات كندي، ولد في 2 سبتمبر 1934.

## وصلات خارجية
- دونالد بروس ريدفورد على موقع IMDb (الإنجليزية)